# Subtitle
〈Subtitle〉是日本樂隊Official髭男dism的第8張數位限定單曲，於2022年10月12日由Pony Canyon的IRORI Records發行。此歌曲被作為富士電視台周四電視劇『slient』的主題曲。

## 背景及制作
這首歌是應『silent』製作組的熱情邀請而創作的。『silent』的製作人村瀨健在企劃階段就考慮鬍子男作為合作主題曲的藝術家第一位。當時，鬍子男已經有兩年左右的時間沒有合作過電視劇主題曲了 ，村瀨覺得如果不認真對待，可能會進行困難，於是他要求IRORI Records的工作人員(有點強迫)在主題曲邀約的時機，給四位成員一個直接向他們陳述的機會。在發布會上，村瀨手裡拿著一份提案和一張尚未確定演員的角色關聯圖，就「為甚麼是鬍子男」和「為甚麼主題曲應該由鬍子男來合作」熱情地談論了長達數小時慷慨激昂的演講。鬍子男成員藤原聰、小笹大輔、楢崎誠、松浦匡希全神貫注地聽著讓村瀨感到害怕。演講結束時，藤原問道「如果讓你來做的話，你會喜歡什麼樣的歌曲」，村瀨對此做出了回應，並聽到了藤原對歌曲方向的描述後，村瀨當時就覺得「這將會成為一首好歌」於是演講結束了。發布會結束幾天後，鬍子男欣然接受了演唱主題曲的邀請。
之後，鬍子男在北海道舉辦了合宿，以擴大冬季劇的形象。合宿結束後，向村瀨交付了樣本音源。雖然當時戲劇拍攝還沒開始，但他透過耳機就能感受到電視劇中的形象和世界觀，不禁潸然泪下。
後來，在2022年10月1日舉行的『silent』的製作發表會上，宣布由鬍子男負責主題曲。這是鬍子男自2018年4月播出的月10電視劇『信用詐欺師JP』主題曲〈ノーダウト(無可置疑)〉之後，時隔4年6個月再次為富士電視台創作電視劇主題曲。

對於這首歌，藤原說：

## 發行
2022年10月6日，『silent』首播後，宣布將於2022年10月12日作為數位單曲發行。發行的同時，官方音頻也將在 YouTube 上發布。 10月27日發布了MV。

## 歌詞和音樂性
音樂評論家小川智宏在文章中提到這首歌的氛圍：「雖然〈Subtitle〉看似是極其「王道」的作品，但其實並非如此。正因為它是一首典型的「情感豐富且戲劇性的冬季抒情曲」，這使得這首歌的獨特性和創新性更加突出。情感與戲劇的結合方式，與以往的鬍子男有著180度的不同，正是這種180度的轉變讓〈Subtitle〉樹立了鬍子男的新王道，這正是它的精彩之處。」這段話來自於『ROCKIN'ON JAPAN』的文章。
音樂評論家森朋之在『Billboard Japan』的專欄中分析道：「聽眾如此深深被〈Subtitle〉吸引的主要原因，無疑是歌詞。其核心是對「你」的強烈愛意以及無法表達的惆悵。正如"言葉はまるで雪の結晶"這句話所象徵的，這首歌細緻地編織了那種似乎隨時會消逝的情感。」

## 商業表現
它在2022年10月19日Billboard Japan發布的「Billboard Japan Hot 100」排行榜初上榜即登上第3位，並在下周10月26日發布的同榜單上獲得第一位。此後連續三週維持第一位。在12月7日第五次獲得第一位，直到2023年1月25日，連續八週、第12次獲得了第一位，超越了星野源的〈戀〉於2017年2月8日第11次獲得第一位，接近六年無人突破的紀錄，更新了歷史獲得最多的「累計第一位」與「連續第一位」紀錄。在2023年3月8日發布的同一張排行榜上，再度獲得第一位，再更新了累計第一位的記錄，總共13次第一位。從2022年10月19日至2023年3月8日共21次的排名依序是：3、1、1、1、2、1、2、1、1、1、1、1、1、1、1、2、2、2、3、2、1。   
它於2022年11月30日獲得日本唱片協會的白金認證，距離2022年10月12日開始發行50天後，成為最快的串流白金認證作品。
2023年11月30日Apple Music公佈的「2023年Top Song 100：日本」 排行榜上排名第一位，它是2023年日本Apple Music播放次數最多的歌曲。在面向全球的「2023年Top Song 100：全球」排行榜上排名第10。該歌曲也在同媒體服務公佈的「2023年歌詞被閱讀次數最多的100首歌曲」中排名全球第7位。
在「Billboard Global 200」2023年度榜「YEAR-END CHARTS」中，此歌曲是唯三在此排行榜的日文歌曲，排名第195位，其他的日文歌曲為第42位YOASOBI的〈アイドル〉、第149位米津玄師的〈KICK BACK〉。
2025年4月2日，該歌曲在Billboard JAPAN统计的的串流媒體累積播放次數超過8億次。為該網站统计的第8首超過8億次播放的歌曲。

## 獲獎
2022年「第114回日劇學院賞」最佳電視劇歌曲。
2023年「第37屆 日本金唱片大賞」數位部門中獲得「最佳串流歌曲5首」和「最佳下載歌曲3首」雙冠。
2023年「東京戲劇獎 2023」主題歌賞。

## 音樂影片
〈Subtitle〉的MV由新保拓人執導，FIRSTORDER製作。該影片於2022年10月27日在YouTube上首播。MV描繪了一位滑冰女孩和她父親的故事。部分影片拍攝於茨城縣笠松運動公園。
2023年7月，公開9個月內YouTube瀏覽量超過1億。

## 認證
|                            | 認證（ RIAJ ） | 認定單位      |
| -------------------------- | -------------- | ------------- |
| 下載                       | 白金           | 25萬以上      |
| 串流媒體                   | 鑽石           | 5億次再生播放 |
| *僅基於認證的下載/播放次數 |                |               |

## 電視披露
在2022年底播出的多個音樂特別節目中現場表演。包括在2022年12月7日富士電視台『FNS歌謠祭』的第一晚、2022年12月9日『CDTVライブ!ライブ!聖誕節4小時特別節目』與〈ミックスナッツ(混合堅果)〉曲目一併演出、2022年12月31日於第73回NHK紅白歌合戰也進行了現場表演。
| 節目名稱                            | 日期           | 放送局     | 表演歌曲       |
| ----------------------------------- | -------------- | ---------- | -------------- |
| FNS歌謡祭 第一夜                    | 2022年12月7日  | 富士電視台 | Subtitle       |
| CDTVライブ!ライブ!クリスマス4時間SP | 2022年12月19日 | TBS        | ミックスナッツ |
| CDTVライブ!ライブ!クリスマス4時間SP | 2022年12月19日 | TBS        | Subtitle       |
| 第73屆NHK紅白歌合戰                 | 2022年12月31日 | NHK        | Subtitle       |